# Anton Francesco Menchi
Anton Francesco Menchi (Cucciano, 22 aprile 1762 – Firenze, 25 aprile 1828) è stato un cantastorie e poeta italiano.

## Biografia
Menchi, celebre cantastorie e poeta popolare, lavorò principalmente a Firenze. Un suo contemporaneo, Giuseppe Arcangeli, narra che Menchi, accompagnato da un'inseparabile faina addomesticata, improvvisava le sue canzoni al suono di un tamburello a sonagli nei giorni del mercato in piazza della Signoria richiamando attorno a sé una gran folla di campagnoli.
Acceso antigiacobino perché non credeva agli sbandierati vantaggi che sarebbero derivati al popolo dai moti rivoluzionari francesi, compianse la morte di Luigi XVI e lamentò, nei suoi canti, i maltrattamenti e i soprusi che Napoleone aveva inflitto al Papa Pio VI. Al contrario di altri autori suoi contemporanei che inneggiavano alle gesta del Bonaparte, Menchi ne celebrò invece la caduta e fu l'autore di un canto in cui condannò le guerre napoleoniche "che fecero morire milioni d'uomini". 
Si racconta che quando, alla fine del 1812, cominciarono a diffondersi le notizie del disastroso esito della Campagna di Russia, Menchi non mancò di manifestare il suo entusiasmo prendendo a correre attraverso la piazza al grido di "evviva, evviva". Il popolo gli andò dietro con risate e schiamazzi che, inevitabilmente, attrassero l'attenzione dei gendarmi. E quando questi si apprestarono ad arrestarlo, lui pronto, mostrò loro la sua fedele faina, gridando: "Ma come, non posso rallegrarmi che la mia faina sia viva? Sì miei signori, la mia faina è viva, è viva!".
Menchi è l'autore delle parole della popolare canzone Partire partirò che si avvale di un modulo musicale più antico, lo stesso impiegato, più o meno negli stessi anni, per l'altrettanto conosciuta Maremma amara.